# Élections municipales de 2026 dans le Gers
Pour un article plus général, voir Élections municipales françaises de 2026.
Les élections municipales dans le Gers sont prévues en mars 2026. Cette page ne traite que les communes de 1 500 habitants et plus dans le Gers.

## Résultats à l'échelle du département

### Maires sortants et maires élus
| Commune         | Population (en 2022) | Maire sortant(e)        | Parti | Parti | Maire élu(e) | Parti | Parti |
| --------------- | -------------------- | ----------------------- | ----- | ----- | ------------ | ----- | ----- |
| Auch            | 22 825               | Christian Laprebende    |       | PS    |              |       |       |
| Cazaubon        | 1 663                | Isabelle Tintané        |       | DVD   |              |       |       |
| Condom          | 6 454                | Jean-François Rousse    |       | HOR   |              |       |       |
| Eauze           | 4 060                | Michel Gabas            |       | LR    |              |       |       |
| Fleurance       | 6 130                | Ronny Guardia-Mazzoleni |       | DVG   |              |       |       |
| Gimont          | 3 110                | Franck Villeneuve       |       | SE    |              |       |       |
| L'Isle-Jourdain | 9 499                | Francis Idrac           |       | PS    |              |       |       |
| Lectoure        | 3 695                | Xavier Ballenghien      |       | LR    |              |       |       |
| Lombez          | 2 188                | Jean-Pierre Cot         |       | PRG   |              |       |       |
| Masseube        | 1 525                | Roger Breil             |       | PS    |              |       |       |
| Mauvezin        | 2 275                | Alain Baqué             |       | SE    |              |       |       |
| Mirande         | 3 442                | Patrick Fanton          |       | HOR   |              |       |       |
| Nogaro          | 2 226                | Christian Peyret        |       | PS    |              |       |       |
| Pavie           | 2 540                | Jean-Michel Blay        |       | DVG   |              |       |       |
| Pujaudran       | 1 708                | Muriel Abadie           |       | PS    |              |       |       |
| Riscle          | 1 643                | Christophe Terrain      |       | UDI   |              |       |       |
| Samatan         | 2 478                | Hervé Lefebvre          |       | PS    |              |       |       |
| Vic-Fezensac    | 3 578                | Barbara Neto            |       | LR    |              |       |       |

### Résultats en nombre de maires
| Partis       | Partis                               | Maires sortants | Maires élus | Évolution |
| ------------ | ------------------------------------ | --------------- | ----------- | --------- |
|              | Parti socialiste                     | 6               |             |           |
|              | Divers gauche                        | 2               |             |           |
|              | Parti radical de gauche              | 1               |             |           |
| Total gauche | Total gauche                         | 9               |             |           |
|              | Les Républicains                     | 3               |             |           |
|              | Divers droite                        | 1               |             |           |
| Total droite | Total droite                         | 4               |             |           |
|              | Horizons                             | 2               |             |           |
|              | Union des démocrates et indépendants | 1               |             |           |
| Total centre | Total centre                         | 3               |             |           |
|              | Sans étiquette                       | 2               |             |           |
| Total        | Total                                | 18              | 18          | -         |

## Résultats dans les communes de plus de 1 500 habitants

### Auch
- Maire sortant : Christian Laprebende (PS)
- 35 sièges à pourvoir au conseil municipal (population légale 2022 : 22 825 habitants)
- 26 sièges à pourvoir au conseil communautaire (CA Grand Auch Cœur de Gascogne)

| Tête de liste            | Tête de liste   | Parti(s) | Nuance | Premier tour | Premier tour | Second tour | Second tour | Sièges | Sièges |
| Tête de liste            | Tête de liste   | Parti(s) | Nuance | Voix         | %            | Voix        | %           | CM     | CC     |
| ------------------------ | --------------- | -------- | ------ | ------------ | ------------ | ----------- | ----------- | ------ | ------ |
|                          | Michaël Aurora  | LPA      |        |              |              |             |             |        |        |
|                          | Flavio Dalmau   | AE       |        |              |              |             |             |        |        |
|                          | Antoine Olivier | HOR      |        |              |              |             |             |        |        |
|                          |                 |          |        |              |              |             |             |        |        |
| Exprimés                 |                 |          |        |              |              |             |             |        |        |
| Votes blancs             |                 |          |        |              |              |             |             |        |        |
| Votes nuls               |                 |          |        |              |              |             |             |        |        |
| Total                    | Total           | Total    | Total  |              | 100          |             | 100         | 35     | 26     |
| Absentions               |                 |          |        |              |              |             |             |        |        |
| Inscrits / participation |                 |          |        |              |              |             |             |        |        |

### Cazaubon
- Maire sortante : Isabelle Tintané (DVD)
- 19 sièges à pourvoir au conseil municipal (population légale 2022 : 1 663 habitants)
- 5 sièges à pourvoir au conseil communautaire (CC du Grand Armagnac)

| Tête de liste | Tête de liste | Parti(s) | Nuance | Premier tour | Premier tour | Second tour | Second tour | Sièges | Sièges |
| Tête de liste | Tête de liste | Parti(s) | Nuance | Voix         | %            | Voix        | %           | CM     | CC     |
| ------------- | ------------- | -------- | ------ | ------------ | ------------ | ----------- | ----------- | ------ | ------ |

### Condom
- Maire sortant : Jean-François Rousse (HOR)
- 29 sièges à pourvoir au conseil municipal (population légale 2022 : 6 454 habitants)
- 20 sièges à pourvoir au conseil communautaire (CC de la Ténarèze)

| Tête de liste | Tête de liste | Parti(s) | Nuance | Premier tour | Premier tour | Second tour | Second tour | Sièges | Sièges |
| Tête de liste | Tête de liste | Parti(s) | Nuance | Voix         | %            | Voix        | %           | CM     | CC     |
| ------------- | ------------- | -------- | ------ | ------------ | ------------ | ----------- | ----------- | ------ | ------ |

### Eauze
- Maire sortant : Michel Gabas (LR)
- 27 sièges à pourvoir au conseil municipal (population légale 2022 : 4 060 habitants)
- 12 sièges à pourvoir au conseil communautaire (CC du Grand Armagnac)

| Tête de liste | Tête de liste | Parti(s) | Nuance | Premier tour | Premier tour | Second tour | Second tour | Sièges | Sièges |
| Tête de liste | Tête de liste | Parti(s) | Nuance | Voix         | %            | Voix        | %           | CM     | CC     |
| ------------- | ------------- | -------- | ------ | ------------ | ------------ | ----------- | ----------- | ------ | ------ |

### Fleurance
- Maire sortant : Ronny Guardia-Mazzoleni (DVG)
- 29 sièges à pourvoir au conseil municipal (population légale 2022 : 6 130 habitants)
- 17 sièges à pourvoir au conseil communautaire (CC de la Lomagne gersoise)

| Tête de liste | Tête de liste | Parti(s) | Nuance | Premier tour | Premier tour | Second tour | Second tour | Sièges | Sièges |
| Tête de liste | Tête de liste | Parti(s) | Nuance | Voix         | %            | Voix        | %           | CM     | CC     |
| ------------- | ------------- | -------- | ------ | ------------ | ------------ | ----------- | ----------- | ------ | ------ |

### Gimont
- Maire sortant : Franck Villeneuve (SE)
- 23 sièges à pourvoir au conseil municipal (population légale 2022 : 3 110 habitants)
- 14 sièges à pourvoir au conseil communautaire (CC des Coteaux Arrats Gimone)

| Tête de liste | Tête de liste | Parti(s) | Nuance | Premier tour | Premier tour | Second tour | Second tour | Sièges | Sièges |
| Tête de liste | Tête de liste | Parti(s) | Nuance | Voix         | %            | Voix        | %           | CM     | CC     |
| ------------- | ------------- | -------- | ------ | ------------ | ------------ | ----------- | ----------- | ------ | ------ |

### L'Isle-Jourdain
- Maire sortant : Francis Idrac (PS)
- 29 sièges à pourvoir au conseil municipal (population légale 2022 : 9 499 habitants)
- 15 sièges à pourvoir au conseil communautaire (CC de la Gascogne Toulousaine)

| Tête de liste | Tête de liste | Parti(s) | Nuance | Premier tour | Premier tour | Second tour | Second tour | Sièges | Sièges |
| Tête de liste | Tête de liste | Parti(s) | Nuance | Voix         | %            | Voix        | %           | CM     | CC     |
| ------------- | ------------- | -------- | ------ | ------------ | ------------ | ----------- | ----------- | ------ | ------ |

### Lectoure
- Maire sortant : Xavier Ballenghien (DVD)
- 27 sièges à pourvoir au conseil municipal (population légale 2022 : 3 685 habitants)
- 10 sièges à pourvoir au conseil communautaire (CC de la Lomagne gersoise)

| Tête de liste | Tête de liste | Parti(s) | Nuance | Premier tour | Premier tour | Second tour | Second tour | Sièges | Sièges |
| Tête de liste | Tête de liste | Parti(s) | Nuance | Voix         | %            | Voix        | %           | CM     | CC     |
| ------------- | ------------- | -------- | ------ | ------------ | ------------ | ----------- | ----------- | ------ | ------ |

### Lombez
- Maire sortant : Jean-Pierre Cot (PRG)
- 19 sièges à pourvoir au conseil municipal (population légale 2022 : 2 188 habitants)
- 8 sièges à pourvoir au conseil communautaire (CC du Savès)

| Tête de liste | Tête de liste | Parti(s) | Nuance | Premier tour | Premier tour | Second tour | Second tour | Sièges | Sièges |
| Tête de liste | Tête de liste | Parti(s) | Nuance | Voix         | %            | Voix        | %           | CM     | CC     |
| ------------- | ------------- | -------- | ------ | ------------ | ------------ | ----------- | ----------- | ------ | ------ |

### Masseube
- Maire sortant : Roger Breil (PS)
- 19 sièges à pourvoir au conseil municipal (population légale 2022 : 1 525 habitants)
- 7 sièges à pourvoir au conseil communautaire (CC Val de Gers)

| Tête de liste | Tête de liste | Parti(s) | Nuance | Premier tour | Premier tour | Second tour | Second tour | Sièges | Sièges |
| Tête de liste | Tête de liste | Parti(s) | Nuance | Voix         | %            | Voix        | %           | CM     | CC     |
| ------------- | ------------- | -------- | ------ | ------------ | ------------ | ----------- | ----------- | ------ | ------ |

### Mauvezin
- Maire sortant : Alain Baqué (SE)
- 19 sièges à pourvoir au conseil municipal (population légale 2022 : 2 275 habitants)
- 8 sièges à pourvoir au conseil communautaire (CC Bastides de Lomagne)

| Tête de liste | Tête de liste | Parti(s) | Nuance | Premier tour | Premier tour | Second tour | Second tour | Sièges | Sièges |
| Tête de liste | Tête de liste | Parti(s) | Nuance | Voix         | %            | Voix        | %           | CM     | CC     |
| ------------- | ------------- | -------- | ------ | ------------ | ------------ | ----------- | ----------- | ------ | ------ |

### Mirande
- Maire sortant : Patrick Fanton (HOR)
- 23 sièges à pourvoir au conseil municipal (population légale 2022 : 3 442 habitants)
- 15 sièges à pourvoir au conseil communautaire (CC Cœur d'Astarac en Gascogne)

| Tête de liste | Tête de liste | Parti(s) | Nuance | Premier tour | Premier tour | Second tour | Second tour | Sièges | Sièges |
| Tête de liste | Tête de liste | Parti(s) | Nuance | Voix         | %            | Voix        | %           | CM     | CC     |
| ------------- | ------------- | -------- | ------ | ------------ | ------------ | ----------- | ----------- | ------ | ------ |

### Nogaro
- Maire sortant : Christian Peyret (PS)
- 19 sièges à pourvoir au conseil municipal (population légale 2022 : 2 226 habitants)
- 9 sièges à pourvoir au conseil communautaire (CC du Bas-Armagnac)

| Tête de liste | Tête de liste | Parti(s) | Nuance | Premier tour | Premier tour | Second tour | Second tour | Sièges | Sièges |
| Tête de liste | Tête de liste | Parti(s) | Nuance | Voix         | %            | Voix        | %           | CM     | CC     |
| ------------- | ------------- | -------- | ------ | ------------ | ------------ | ----------- | ----------- | ------ | ------ |

### Pavie
- Maire sortant : Jean-Michel Blay (DVG)
- 23 sièges à pourvoir au conseil municipal (population légale 2022 : 2 540 habitants)
- 3 sièges à pourvoir au conseil communautaire (CA Grand Auch Cœur de Gascogne)

| Tête de liste | Tête de liste | Parti(s) | Nuance | Premier tour | Premier tour | Second tour | Second tour | Sièges | Sièges |
| Tête de liste | Tête de liste | Parti(s) | Nuance | Voix         | %            | Voix        | %           | CM     | CC     |
| ------------- | ------------- | -------- | ------ | ------------ | ------------ | ----------- | ----------- | ------ | ------ |

### Pujaudran
- Maire sortante : Muriel Abadie (PS)
- 19 sièges à pourvoir au conseil municipal (population légale 2022 : 1 708 habitants)
- 2 sièges à pourvoir au conseil communautaire (CC de la Gascogne Toulousaine)

| Tête de liste | Tête de liste | Parti(s) | Nuance | Premier tour | Premier tour | Second tour | Second tour | Sièges | Sièges |
| Tête de liste | Tête de liste | Parti(s) | Nuance | Voix         | %            | Voix        | %           | CM     | CC     |
| ------------- | ------------- | -------- | ------ | ------------ | ------------ | ----------- | ----------- | ------ | ------ |

### Riscle
- Maire sortant : Christophe Terrain (UDI)
- 19 sièges à pourvoir au conseil municipal (population légale 2022 : 1 643 habitants)
- 10 sièges à pourvoir au conseil communautaire (CC Armagnac Adour)

| Tête de liste | Tête de liste | Parti(s) | Nuance | Premier tour | Premier tour | Second tour | Second tour | Sièges | Sièges |
| Tête de liste | Tête de liste | Parti(s) | Nuance | Voix         | %            | Voix        | %           | CM     | CC     |
| ------------- | ------------- | -------- | ------ | ------------ | ------------ | ----------- | ----------- | ------ | ------ |

### Samatan
- Maire sortant : Hervé Lefebvre (PS)
- 19 sièges à pourvoir au conseil municipal (population légale 2022 : 2 478 habitants)
- 9 sièges à pourvoir au conseil communautaire (CC du Savès)

| Tête de liste | Tête de liste | Parti(s) | Nuance | Premier tour | Premier tour | Second tour | Second tour | Sièges | Sièges |
| Tête de liste | Tête de liste | Parti(s) | Nuance | Voix         | %            | Voix        | %           | CM     | CC     |
| ------------- | ------------- | -------- | ------ | ------------ | ------------ | ----------- | ----------- | ------ | ------ |

### Vic-Fezensac
- Maire sortante : Barbara Neto (LR)
- 27 sièges à pourvoir au conseil municipal (population légale 2022 : 3 578 habitants)
- 20 sièges à pourvoir au conseil communautaire (CC d'Artagnan en Fézensac)

| Tête de liste | Tête de liste | Parti(s) | Nuance | Premier tour | Premier tour | Second tour | Second tour | Sièges | Sièges |
| Tête de liste | Tête de liste | Parti(s) | Nuance | Voix         | %            | Voix        | %           | CM     | CC     |
| ------------- | ------------- | -------- | ------ | ------------ | ------------ | ----------- | ----------- | ------ | ------ |